# Gaël Duval
Gaël Duval (ur. 7 maja 1973) – francuski informatyk. Ukończył studia na uniwersytecie Caen we Francji na kierunku sieci i aplikacje dokumentalne. W lipcu 1998 roku stworzył dystrybucję Linuksa MandrakeLinux (obecnie Mandriva Linux). W marcu 2006 r. zwolniony z pełnionej funkcji w firmie Mandriva (odpowiadał za komunikację między członkami grupy zarządzającej) zajął się tworzeniem nowej dystrybucji Linuksa Ulteo, która w założeniu ma zmienić podejście ludzi do komputerów.
W roku 2016 współtworzył inkubator przedsiębiorczości NFactory.io. 
W 2017 stworzył mobilny system operacyjny /e/ będący zorientowaną na ochronie danych osobowych wersją LineageOS, która jest z kolei otwartoźródłową wersją Androida.   